# Eugen Dühring
Eugen Dühring (ur. 12 stycznia 1833 w Berlinie, zm. 21 września 1921 w Nowawes) – niemiecki filozof, ekonomista, antysemita.

## Życiorys
W latach 1856–1859 był prawnikiem, w 1864–1877 wykładał filozofię na Uniwersytecie Berlińskim. Był bezkompromisowym krytykiem militaryzmu, marksizmu, religii (zwłaszcza judaizmu) i uniwersytetów. Był wszechstronnym naukowcem piszącym traktaty o filozofii, ekonomii, matematyce, fizyce i literaturze, zajmował się też socjologią i teorią państwa. Był zwolennikiem optymistycznych, pozytywistycznych poglądów oraz kantyzmu; twierdził, że ludzie mają instynkty, które naturalnie czynią ich życzliwymi dla innych. To samo mniemanie odnosił do teorii ekonomicznej, stwierdzając, że wprowadzona przez komunistów dychotomia między kapitalistami a proletariuszami była niepotrzebna. W działalności politycznej reprezentował tzw. drobnomieszczański socjalizm. Prowadził ostrą polemikę z Friedrichem Engelsem (który główne tezy swoich polemik zawarł w opublikowanej w 1878 książce Anti-Dühring). Jego ważniejszymi pracami były Capital und Arbeit (1865), Natürliche Dialektik (1865), Kritische Geschichte der Philosophie (1869) i Cursus der National- und Socialökonomie. (1873-1892).

## Antysemityzm
Eugen Dühring znany jest jako propagator antysemityzmu. W 1881 r. ukazało się pismo polemiczne Dühringa Die Judenfrage als Racen-, Sitten- und Culturfrage („Kwestia żydowska jako kwestia rasowa, moralna oraz kulturowa”), w którym swoją nienawiść wobec Żydów starał się uzasadnić powołując się na historię, biologię, oraz filozofię. Twórczość Dühringa propagująca antysemityzm wpłynęła na rozwój historyczny narodu niemieckiego, poprzez propagatorów wrogości wobec Żydów, takich jak np. znany niemiecki dziennikarz i wydawca, autor antysemickich pism Theodor Fritsch (1852–1933). Fritsch wraz z Dühringiem opowiadali się za deportacją Żydów z Niemiec, na tereny kolonii zamorskich, gdzie Dühring sądził, że z natury aspołeczne nastawienie Żydów doprowadzi do ich autodestrukcji. Jeden z twórców syjonizmu, Theodor Herzl, doszukiwał się w twórczości Dühringa genezy coraz popularniejszego pod koniec XIX wieku rasowego antysemityzmu. 